# Jill St. John
Jill St. John, pseudonimo di Jill Arlyn Oppenheim (Los Angeles, 19 agosto 1940), è un'attrice ed ex modella statunitense.

## Biografia
Jill St. John esordì a soli 5 anni in una trasmissione radiofonica e a 9 recitò uno sceneggiato televisivo; il debutto cinematografico avvenne a 12 anni. A cavallo fra gli anni '50 e gli anni '60 apparve in numerose commedie. Nel 1963 la sua avvenenza le consentì di diventare la testimonial dell'azienda di creme solari Coppertone: i poster pubblicitari dell'epoca sono molto famosi e ancora oggi hanno un florido mercato fra i collezionisti. 
Nel 1971 entrò a far parte delle Bond girl in Una cascata di diamanti di Guy Hamilton, accanto a Sean Connery. Successivamente partecipò ad alcune trasmissioni televisive insieme a Bob Hope e a Frank Sinatra, suo partner sul set della commedia Alle donne ci penso io (1963) di Bud Yorkin e del poliziesco L'investigatore (1967) di Gordon Douglas. Dalla fine degli anni '70 non  recitò più in produzioni importanti, prendendo invece parte a molti telefilm.

## Vita privata
Jill St. John si è sposata quattro volte. Nel 1957 con Neil Dublin, dal quale divorziò nel 1958; nel 1960 con il pilota automobilistico Lance Reventlow, dal quale divorziò nel 1963; nel 1967 con il cantante Jack Jones, dal quale divorziò nel 1969. Dal 1990 è sposata con il collega Robert Wagner.

## Filmografia

### Cinema
- Bagliori ad Oriente (Thunder in the East), regia di Charles Vidor (1952)
- Summer Love, regia di Charles F. Haas (1958)
- Il molto onorevole Mr. Pennypacker (The Remarkable Mr. Pennypacker), regia di Henry Levin (1959)
- Vacanze per amanti (Holiday for Lovers), regia di Henry Levin (1959)
- Mondo perduto (The Lost World), regia di Irwin Allen (1960)
- La primavera romana della signora Stone (The Roman Spring of Mrs. Stone), regia di José Quintero (1961)
- Tenera è la notte (Tender Is the Night), regia di Henry King (1962)
- Alle donne ci penso io (Come Blow Your Horn), regia di Bud Yorkin (1963)
- Dove vai sono guai! (Who's Minding the Store?), regia di Frank Tashlin (1963)
- Le 5 mogli dello scapolo (Who's Been Sleeping in My Bed?), regia di Daniel Mann (1963)
- Hotel delle vergini (Honeymoon Hotel), regia di Henry Levin (1964)
- S.S.S. sicario servizio speciale (The Liquidator), regia di Jack Cardiff (1965)
- Tramonto di un idolo (The Oscar), regia di Russell Rouse (1966)
- Otto in fuga (Eight on the Lam), regia di George Marshall (1967)
- Il club degli intrighi (Banning), regia di Ron Winston (1967)
- Il pirata del re (King's Pirate), regia di Don Weis (1967)
- L'investigatore (Tony Rome), regia di Gordon Douglas (1967)
- Agente 007 - Una cascata di diamanti (Diamonds Are Forever), regia di Guy Hamilton (1971) - Tiffany Case
- Il sanguinario (Sitting Target), regia di Douglas Hickox (1972)
- The Concrete Jungle, regia di Tom DeSimone (1982)
- The Act, regia di Sig Shore (1984)
- I protagonisti (The Player), regia di Robert Altman (1992)
- Something to Believe In, regia di John Hough (1998)
- The Trip, regia di Miles Swain (2002)
- The Calling, regia di Damian Chapa (2002)
- Polo Nord - La magica città del Natale (Northpole), regia di Douglas Barr (2014)

### Televisione
- Sandy Dreams – serie TV, 1 episodio (1949)
- The George Burns and Gracie Allen Show – serie TV, 3 episodi (1951-1953)
- Schlitz Playhouse of Stars – serie TV, 1 episodio (1957)
- The DuPont Show of the Month – serie TV, episodio 1x04 (1957)
- Mr. Broadway – serie TV, episodio 1x02 (1964)
- La legge di Burke (Burke's Law) – serie TV, episodio 2x11 (1964)
- Gli inafferrabili (The Rogues) – serie TV, episodio 1x25 (1965)
- Bob Hope Presents the Chrysler Theatre – serie TV, 3 episodi (1963-1965)
- Batman – serie TV, 2 episodi (1966)
- La grande vallata (The Big Valley) – serie TV, episodio 1x21 (1966)
- Fame Is the Name of the Game, regia di Stuart Rosenberg (1966) – Film TV
- Intrigo a Montecarlo (How I Spent My Summer Vacation), regia di William Hale (1967) – Film TV
- The Spy Killer, regia di Roy Ward Baker (1969) – Film TV
- Reporter alla ribalta (The Name of the Game) – serie TV, 1 episodio (1969)
- Foreign Exchange, regia di Roy Ward Baker (1970) – Film TV
- Decisions! Decisions!, regia di Alex Segal (1972) – Film TV
- Old Faithful, regia di Jorn H. Winther (1973) – Film TV
- Saga of Sonora, regia di Marty Pasetta (1973) – Film TV
- Brenda Starr, regia di Mel Stuart (1976) – Film TV
- Telethon, regia di David Lowell Rich (1977) – Film TV
- Cuore e batticuore (Hart to Hart) – serie TV, 1 episodio (1979)
- Vega$ – serie TV, 1 episodio (1980)
- Love Boat (The Love Boat) – serie TV, 4 episodi (1979-1982)
- Magnum, P.I. – serie TV, 1 episodio (1982)
- Fantasilandia (Fantasy Island) – serie TV, 2 episodi (1981-1982)
- Rooster, regia di Russ Mayberry (1982) – Film TV
- Matt Houston – serie TV, 1 episodio (1982)
- Navy (Emerald Point N.A.S.) – serie TV, 19 episodi (1983-1984)
- Dempsey & Makepeace – serie TV, 2 episodi (1986)
- J.J. Starbuck – serie TV, 1 episodio (1988)
- Il giro del mondo in 80 giorni (Around the World in 80 Days) – miniserie TV, 3 episodi (1989)
- Seinfeld – serie TV, 1 episodio (1997)
- Out There, regia di Sam Irvin (1995) – Film TV

## Riconoscimenti
- Golden Globe
  - 1964 – Candidatura alla migliore attrice in un film commedia o musicale per Alle donne ci penso io

## Doppiatrici italiane
Nelle versioni italiane dei suoi film, Jill St. John è stata doppiata da:
- Rita Savagnone in Tenera è la notte, Alle donne ci penso io, Dove vai sono guai!, Agente 007 - Una cascata di diamanti, L'investigatore, Il club degli intrighi
- Fiorella Betti in Il molto onorevole Mr. Pennypacker, La primavera romana della signora Stone
- Maria Pia Di Meo in Vacanze per amanti
- Miranda Bonansea in Mondo perduto
- Rosetta Calavetta in Le 5 mogli dello scapolo
- Maria Fiore in Navy
- Germana Dominici in Il giro del mondo in 80 giorni